# Spalding, Lincolnshire
Spalding este un oraș în comitatul Lincolnshire, regiunea East Midlands, Anglia. Orașul se află în districtul South Holland al cărui reședință este.